# Franz Carl Sickmann
Franz Carl Sickmann (* 24. Juni 1790 in Leipzig; † 31. März 1860 in Niederlößnitz; vollständiger Name: Franz Karl Friedrich Sickmann; fälschlich: Franz Christoph Sickmann) war ein deutscher Kaufmann, Weingutsbesitzer und sächsischer Politiker.

## Leben und Wirken
Der aus Leipzig stammende Kaufmann Sickmann besaß ab 1829 in der heutigen Lage Radebeuler Steinrücken der Großlage Lößnitz, im Stadtteil Niederlößnitz der heutigen Stadt Radebeul, die Weinbergsbesitzung Neufriedstein, auf der er mit seinem 1816 in erster Ehe geborenen Sohn lebte. Möglicherweise gehörte ihm zwischen 1829 und 1839 auch das östlich gelegene Weingut Altfriedstein.
Von 1833 bis 1837 war Sickmann stellvertretender Abgeordneter des 6. bäuerlichen Wahlbezirks im Landtag des Königreichs Sachsen.
Im Jahr 1836 gründete er zusammen mit den Weinbergbesitzern Ludwig Pilgrim (vom Mohrenhaus) und Georg Schwarz (von Altfriedstein) auf dem Nierenberg auf der Ostseite der Moritzburger Straße (Nr. 44) den Actienverein zur Fabrikation moussierender Weine. 1858 hatte er eine eigene Fabrik für moussierende Weine unter dem Namen Glück & Plath. Seine erste Tochter aus zweiter Ehe verheiratete er mit Eduard Plath, die zweite Tochter mit Carl Glück, der ab 1870 Besitzer von Neufriedstein wurde.